# TV Petare
TV Petare es un canal de televisión comunitaria venezolano creado en julio de 2002, cuyo objetivo específico es atender a las personas que habitan en el Municipio Sucre del Estado Miranda.
Este canal de televisión está conformado por un grupo diverso de personas que viven en diferentes zonas de Petare partiendo de la necesidad de impulsar la organización comunitaria del municipio, siendo transmitido por señal abierta UHF por el canal 60.